# World Figure Skating Hall of Fame
World Figure Skating Hall of Fame localizado em Colorado Springs, Estados Unidos, é um Salão da Fama é dedicado a honrar os grandes nomes da patinação artística no gelo.

## Membros
| Patinador(a)                            | Ano de inclusão |
| --------------------------------------- | --------------- |
| Tenley Albright                         | 1976            |
| Andrée Joly / Pierre Brunet             | 1976            |
| Dick Button                             | 1976            |
| Peggy Fleming                           | 1976            |
| Gillis Grafström                        | 1976            |
| Carol Heiss                             | 1976            |
| Sonja Henie                             | 1976            |
| David Jenkins                           | 1976            |
| T.D. Richardson                         | 1976            |
| Jacques Gerschwiler                     | 1976            |
| Jackson Haines                          | 1976            |
| Gustave Lussi                           | 1976            |
| Hayes Alan Jenkins                      | 1976            |
| Axel Paulsen                            | 1976            |
| Ulrich Salchow                          | 1976            |
| Karl Schäfer                            | 1976            |
| Reginald Wilkie                         | 1976            |
| Howard Nicholson                        | 1976            |
| Edi Scholdan                            | 1976            |
| Montgomery Wilson                       | 1976            |
| Willy Böckl                             | 1977            |
| Jean Westwood / Lawrence Demmy          | 1977            |
| Donald Jackson                          | 1977            |
| Ludmila Belousova / Oleg Protopopov     | 1978            |
| Maxi Herber / Ernst Baier               | 1979            |
| Barbara Ann Scott                       | 1979            |
| Cecilia Colledge                        | 1980            |
| Barbara Wagner / Robert Paul            | 1980            |
| Madge Syers                             | 1981            |
| Willie Frick                            | 1981            |
| William Hickok                          | 1981            |
| Herma Szabo                             | 1982            |
| Louis Rubenstein                        | 1984            |
| Werner Groebli                          | 1984            |
| Frances Dafoe / Norris Bowden           | 1984            |
| Charlotte Oelschlagel                   | 1985            |
| Arnold Gerschwiler                      | 1985            |
| F. Ritter Shumway                       | 1986            |
| Courtney Jones                          | 1986            |
| Lyudmila Pakhomova / Alexander Gorshkov | 1988            |
| Irina Rodnina                           | 1989            |
| Jayne Torvill / Christopher Dean        | 1989            |
| Scott Hamilton                          | 1990            |
| John Curry                              | 1991            |
| Jeannette Altwegg                       | 1993            |
| Richard Dwyer                           | 1993            |
| Ria Falk / Paul Falk                    | 1993            |
| Jacques Favart                          | 1993            |
| Georg Hasler                            | 1993            |
| Ronald Robertson                        | 1993            |
| Dianne Towler / Bernard Ford            | 1993            |
| James Koch                              | 1994            |
| Ekaterina Gordeeva / Sergei Grinkov     | 1995            |
| William Tutt                            | 1995            |
| Katarina Witt                           | 1995            |
| Brian Boitano                           | 1996            |
| Herbert Clarke                          | 1996            |
| Sheldon Galbraith                       | 1996            |
| Carlo Fassi                             | 1997            |
| Lily Kronberger                         | 1997            |
| Benjamin Wright                         | 1997            |
| Tom Collins                             | 1998            |
| Josef Dedic                             | 1998            |
| Felix Kaspar                            | 1998            |
| Kristi Yamaguchi                        | 1998            |
| Ron Ludington                           | 1999            |
| Gladys Hogg                             | 1999            |
| Dorothy Hamill                          | 2000            |
| Marina Klimova / Sergei Ponomarenko     | 2000            |
| John Nicks                              | 2000            |
| Janet Lynn                              | 2001            |
| Maribel Owen                            | 2002            |
| Jutta Muller                            | 2004            |
| Toller Cranston                         | 2004            |
| Midori Ito                              | 2004            |
| Robin Cousins                           | 2005            |
| Tamara Moskvina                         | 2005            |
| Donald Gilchrist                        | 2005            |
| Kurt Browning                           | 2006            |
| Frank Zamboni                           | 2006            |
| Frank Carroll                           | 2007            |
| Tatiana Tarasova                        | 2008            |
| Brian Orser                             | 2009            |